# Saharanthus
Saharanthus är ett släkte av triftväxter. Saharanthus ingår i familjen triftväxter.
Kladogram enligt Catalogue of Life:
| Saharanthus | \| \| Saharanthus ifniensis \| \| \| \| |
|             | \| \| Saharanthus ifniensis \| \| \| \| |
|             | Saharanthus ifniensis                   |
|             |                                         |